# Halfdan Ditlev-Simonsen
Halfdan Ditlev-Simonsen (15 febbraio 1894 – 24 febbraio 1962) è stato un calciatore norvegese, di ruolo attaccante.

## Carriera

### Club
Ditlev-Simonsen giocò con la maglia del Ready.

### Nazionale
Conta 7 presenze e 3 reti per la Norvegia. Esordì in squadra il 3 novembre 1912, segnando una doppietta nella sconfitta per 4-2 contro la Svezia.